# Неотомизм
Неотоми́зм (от имени Фомы Аквинского) — официальная философия католицизма с 1879 по 1962 год, современная версия томизма, которая представляет собой христианскую адаптацию философии Аристотеля.

## Основные черты
Главная составляющая неотомистского учения — это дуализм бытия (Бог) и сущего (Природа). Бог воспринимается как первопричина, вещи — как соединение материи и формы, а процессы — как переход потенции в актуальность. Вещи, созданные Богом, рассматриваются как субстанции, о которых можно судить по их сущности и существованию. Неотомисты называют себя «реалистами», так как признают внешний материальный мир, но как часть более широкого бытия, в которой есть место другой реальности — Богу.
Краеугольным камнем неотомизма является учение о гармонии веры и разума. Следуя за Фомой, неотомисты различают два источника познания — естественный разум (науку) и божественное откровение (религию), считая при этом, что они не противоречат друг другу.
Н. А. Бердяев отмечал в неотомизме такие черты как оптимизм, чуждость идеям преображения мира и апокалиптическим настроениям.

## Течения неотомизма
Наиболее влиятельное направление внутри неотомизма — это так называемый экзистенциальный томизм, наиболее значительным представителем которого является Этьен Жильсон. Он неоднократно подчеркивал существенный «перекос» неотомизма в сторону от теологии — к философии (что становится заметно, если сравнивать неотомизм с исходным томизмом):
…неотомизм согласен на христианскую философию при условии, что она удовольствуется быть философией и перестанет быть христианской. Этьен Жильсон. «Дух средневековой философии»
Другим направлением является трансцендентальный неотомизм (М. Блондель, Ж. Марешаль, П. Руссло, Ж. Маритен и др.). Иногда в неотомизме выделяют консервативное и ассимилирующее направление.

## Представители
Основные представители неотомизма:
- Ж. Маритен, Э. Жильсон, Ж.-Э.Никола, Э. Фальк, М.-Д. Шеню
- Ф. Веттер, М. Грабман, Д. Бергер, К. Райнер, И. Лотц, И. Де Фриз
- Ю. Бохеньский, К. Войтыла
- Д. Мерсье, Ж. Марешаль, М. де Вульф
- Д. Капело
- А. Баумейстер

Основные центры неотомистской философии — Папская академия св. Фомы Аквинского и Лёвенский католический университет.